# Bok (månekrater)
Bok er et nedslagskrater på Månen. Det befinder sig på Månens bagside og er opkaldt efter de hollandsk-amerikanske astronomer Priscilla F. Bok (1896 – (1975) og Bart Bok (1906 – 1983).
Navnet blev officielt tildelt af den Internationale Astronomiske Union (IAU) i 1979. 
Krateret observeredes første gang i 1965 af den sovjetiske rumsonde Zond 3.

## Omgivelser
Sydøst for Bokkrateret ligger Sniadeckikrateret, mod nord McKellarkrateret og længere mod vest De Vrieskrateret. 

## Karakteristika
Boks rand er tydeligt aftegnet og ikke særlig eroderet. De indre vægge skråner blødt ned med den næste jævne indre kraterbund, som har en central top når midten. Der findes en let indadgående udbuling langs den nordvestlige væg.

## Satellitkratere
De kratere, som kaldes satellitter, er små kratere beliggende i eller nær hovedkrateret. Deres dannelse er sædvanligvis sket uafhængigt af dette, men de får samme navn som hovedkrateret med tilføjelse af et stort bogstav. På kort over Månen er det en konvention at identificere dem ved at placere dette bogstav på den side af satellitkraterets midte, som ligger nærmest hovedkrateret. Bokkrateret har følgende satellitkratere:
| Bok | Længde  | Bredde   | Diameter |
| --- | ------- | -------- | -------- |
| C   | 19,1° S | 170,2° V | 27 km    |

## Måneatlas
- Billeder af Bokkrateret i LPI-måneatlasset